# Rio Madeira
Der Rio Madeira ist ein rechter Nebenfluss des Amazonas in Südamerika. Mit einem Abfluss von 31.200 m³/s ist er der weltweit größte Nebenfluss. Er entsteht aus dem Zusammenfluss von Río Mamoré und Río Beni östlich von Nova Mamoré und hat einen mäßig gewundenen, generell nordöstlich gerichteten Verlauf.

## Flusssystem

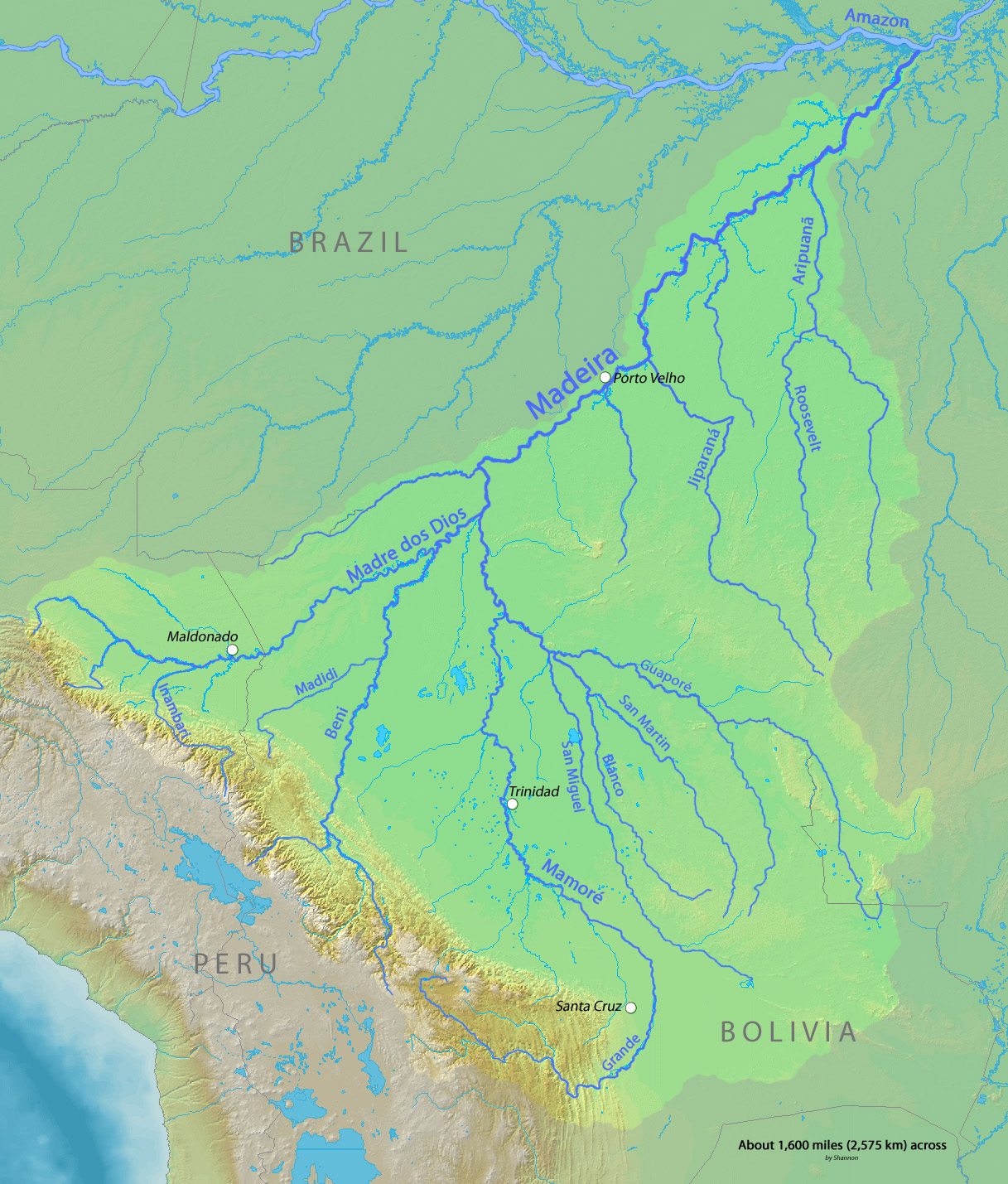
Flusssystem des Madeira

Der Fluss führt den Namen Rio Madeira auf den unteren 1450 Kilometern des Flusssystems. Bereits an seinem Beginn ist er mit einer Wasserführung von rund 18.000 m³/s. etwa so groß wie der Mississippi. Am Zusammenfluss ist der Río Beni wasserreicher als der Río Mamoré und stellt damit den hydrografischen Hauptquellast dar, dessen Beginn mit dem Quellgebiet des wiederum wasserreicheren Río Madre de Dios in den peruanischen Anden liegt. Den längsten Quellast stellt der Río Mamoré dar mit dessen längstem Nebenfluss Río Grande (im Oberlauf Río Caine genannt) und dessen wiederum längstem Quellfluss Río Rocha. Mit ihm wird für den Rio Madeira eine Gesamtlänge von 3380 Kilometern angegeben.
Wie der Amazonas ist auch der Rio Madeira ein Weißwasserfluss. Wesentliche Teile seiner Wasserführung entstammen den niederschlagsreichen andinen Randgebirgsketten, die aus leicht erodierbaren Sedimentgesteinen bestehen, so dass die Fließgewässer große Mengen an Schwebstoffen mit sich führen. Der Niederschlagsreichtum des Andenrandes nimmt dabei von Nordwesten nach Südosten ab, was mit dem Übergang vom vollhumiden tropischen Regenwald bis zu den semiariden Talkesseln der bolivianischen Anden einhergeht und was sich widerspiegelt in der entgegengesetzten Lage von hydrologischem Hauptast im Nordwesten (Río Madre de Dios) und längstem Quellast (Río Grande) in den Savannen des Südostens.

## Wirtschaftliche Bedeutung

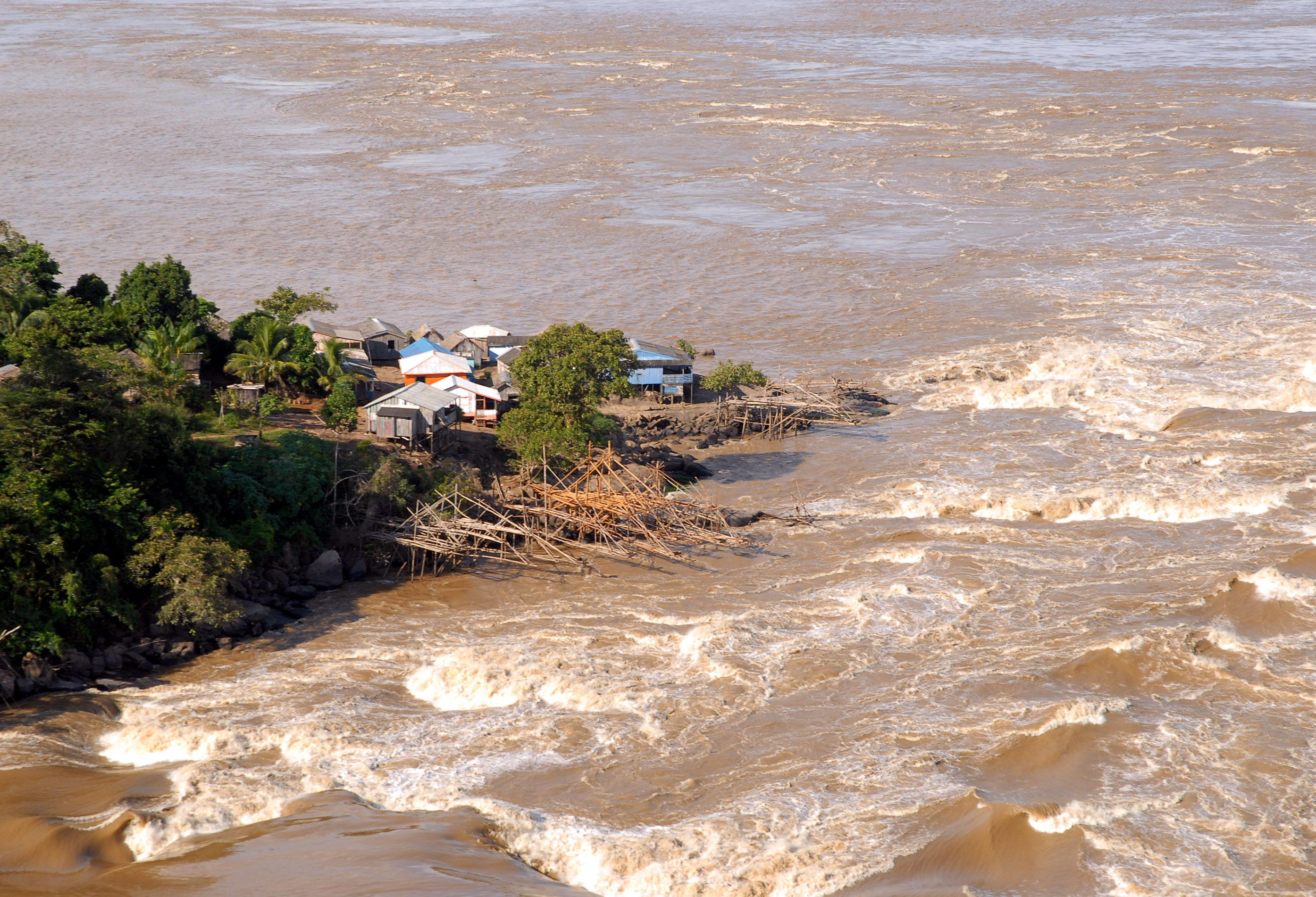
Ehemalige Stromschnelle von Teotônio

Der Rio Madeira ist schiffbar über eine Strecke von 1100 Kilometern von der Mündung flussaufwärts bis Porto Velho, der Hauptstadt des brasilianischen Bundesstaates Rondônia und der wichtigsten Hafenstadt am Rio Madeira. Der Fluss ist ein wichtiger Verkehrsweg für den Export von Soja aus dem Bundesstaat Mato Grosso. Eine wichtige Soja-Verladestation befindet sich in Itacoatiara an der Mündung in den Amazonas. Oberhalb von Porto Velho, in Richtung Bolivien, ist der Rio Madeira wegen seiner Stromschnellen nicht schiffbar. Zu deren Umgehung war einst für den Transport von Kautschuk durch den tropischen Regenwald unter großen Verlusten an Menschenleben die Madeira-Mamoré-Eisenbahnstrecke gebaut worden. Die Strecke hatte keine Anbindung an andere Bahnstrecken Brasiliens und wurde nach dem Ende des Kautschukbooms aufgegeben.
Heute sind die großen Stromschnellen durch Wasserkraftwerke überstaut. Von den Stromschnellen waren die Katarakte von Teotônio den bekannten Boyomafällen des Kongo mindestens gleichrangig. Das Wasserkraftwerk Santo Antônio (3150 MW) ist 2012 in Betrieb gegangen und das Jirau-Kraftwerk (3300 MW) im Jahr 2013. Zusammen nutzen sie ein Gefälle von bis zu 70 Metern. Die Projekte haben die Idee eines Binnenwasserweges vom Río de la Plata zum Orinoco aktueller werden lassen, der die beiden Flussbifurkationen im Norden und im Süden des Amazonasbeckens nutzen könnte und dabei über den Río Mamoré und den Río Guaporé verlaufen würde. Kritisiert werden die kaum einschätzbaren ökologischen und sozialen Folgen der Großprojekte. Zum einen sind die Bauern, die das Schwemmland bewirtschaften, von den jahreszeitlichen Schwankungen des Flusses abhängig. Zum anderen lebt eine nicht bekannte Anzahl indigener Völker an den Ufern. Viele flohen bereits in andere Gebiete, einige gerieten dort mit Minenarbeitern oder Holzfällern in Konflikt, die nicht immer legal dort arbeiten. Übertragene Krankheiten, gegen die vor allem unkontaktierte Völker keine Abwehrkräfte entwickeln konnten, können ganze Gemeinschaften ausrotten. Da die indigene Bevölkerung kaum an den Planungen beteiligt wurde, werden die Projekte überdies als nicht verfassungsgemäß kritisiert und als nicht im Einklang mit der von Brasilien ratifizierten Konvention 169 der internationalen Arbeitsorganisation.

## Goldrausch
Gerüchte über Goldfunde bewirkten im November 2021 eine Aufreihung von 300 Baggerbooten an den Ufern des Rio Madeira. Viele wurden wieder verlegt. Am Samstag, 27. November 2021 ließen Behörden 69 Baggerboote am Madeira abbrennen.
Laut einem Bericht der Universidade Federal de Minas Gerais und der Staatsanwaltschaft Brasiliens wurden 2019 bis 2020 von 174 Tonnen in Brasilien produzierten Golds nur 34 Prozent legal gewonnen.

## Die größten Zuflüsse
Zu den größten Zuflüssen gehören (flussabwärts):
- Río Abuná (links)
- Rio Jamari (rechts)
- Rio Jiparaná (rechts)
- Rio Ipixuna (rechts)
- Rio dos Marmelos (rechts)
- Rio Manicoré (rechts)
- Rio Aripuanã (rechts)
- Rio Canumã (rechts)